# Kóstas Grammatópoulos
Kóstas Grammatópoulos (grec moderne : Κώστας Γραμματόπουλος ; Athènes, septembre 1916 - Athènes, 1er octobre 2003) est un peintre et graveur grec, célèbre pour les affiches qu'il crée pendant la période de la Guerre italo-grecque (1940-1941), ainsi que pour ses illustrations pour le compte de nombreux magazines et livres grecs,.

## Biographie
Konstantínos « Kóstas » Grammatópoulos naît à Athènes, en Grèce, en septembre 1916. Quelques années auparavant, ses parents quittent Constantinople pour s'installer dans la capitale grecque. Son père, Panagiótis Grammatópoulos, est un artiste ébéniste originaire de Rýssion ou Aretsoú, petite ville côtière à population majoritairement grecque située à l'est de la Propontide, à une distance d'environ 40 km de la ville de Constantinople.
En 1934, il achève ses études au VIIe Gymnasium du quartier athénien de Pangráti et est admis à l'École des beaux-arts d'Athènes, où il étudie la peinture au sein de l'atelier d'Oumvértos Argyrós, ainsi que la gravure au sein de l'atelier de Giánnis Kefallinós au cours de la période entre 1934 et 1940. À la fin de ses études, il reçoit la plus haute distinction, le prix Chryssovérgis.
En 1940, alors qu'il est encore étudiant, il crée certaines des affiches patriotiques les plus connues sur le thème de la Guerre italo-grecque,. Parmi ces affiches, figurent Les héroïnes de 1940 (grec moderne : Οι Ηρωίδες του 1940) représentant les femmes grecques du Pinde, Viens les chercher (Έλα να τα πάρης) représentant un soldat grec pointant sa lance, Allons enfants de la Grèce (Εμπρός της Ελλάδος παιδιά), entre autres. Il crée également diverses brochures, ainsi que du matériel de propagande pour la lutte de la résistance. Pour ces actions, il est arrêté, puis torturé, par les forces d'occupation allemandes.
En 1942, il commence sa carrière professionnelle en réalisant une série de portraits de nombreux grands écrivains grecs pour le compte du magazine Néa Estía. Plus connus de cette série sont ses portraits de Kostís Palamás, Ángelos Terzákis, Ilías Venézis, Miltiádis Malakássis, Ángelos Sikelianós, entre autres. À la même époque, il commence à illustrer des livres à caractère littéraire et éducatif. L'illustration de livres constitue une activité importante tout au long de sa vie. En effet, il illustre plus d'une centaine de livres, ainsi que plusieurs numéros du magazine Klassiká Ikonografiména (« Kolokotrónis », « Thésée et le Minotaure », « Persée et Andromède », entre autres).
Les deux abécédaires destinés aux élèves de la première classe de l'école primaire, qu'il illustre en 1949 et en 1955, sont particulièrement connus parmi la population grecque. La commande de l'illustration de ces deux alphabets est le résultat de sa première place dans les deux concours nationaux respectifs de l'Organisation pour la publication de manuels scolaires. En 1949, lors de l'Exposition internationale du livre scolaire à Laeken, en Belgique, et plus particulièrement lors du Symposium pédagogique mondial qui s'y tient, il reçoit le premier prix pour son abécédaire intitulé Les enfants sages (Τα καλά παιδιά).
En 1953, il épouse la peintre Alkmíni Nikolaḯdou. En 1954, après sa réussite au concours de la Fondation des bourses d'État, il poursuit ses études pendant quatre ans à Paris, où il étudie notamment la peinture, la gravure et les arts graphiques à l'École supérieure des Beaux Arts, à l'École Estienne et à l'École des Métiers d'Art. Ses années d'études à Paris ont une influence décisive sur son œuvre, son style s'imprégnant d'éléments de l'art moderne.
En 1959, il rentre en Grèce et est élu professeur titulaire à l'École des beaux-arts d'Athènes, où il occupe la chaire de gravure,. Outre la gravure, il enseigne également l'art du livre à l'École des beaux-arts d'Athènes, où il fonde l'atelier correspondant. Professeur jusqu'en 1985, il est pendant plusieurs années directeur (1973-1975), ainsi que doyen (1978-1980) de l'école. L'élection de Grammatópoulos au titre de professeur de l'École des beaux-arts coïncide avec le début d'une nouvelle période de son œuvre, au cours de laquelle il réalise des gravures en couleur (gravure sur bois) de dimensions inhabituelles, dans un style et une interprétation tout à fait nouveaux et entièrement personnels, sur des thèmes principalement inspirés de la mer Égée et de la mythologie grecque. Cette période dure jusqu'au début des années 1980.
En 1968, il représente la Grèce à la 34e Biennale de Venise. En 1972, il reçoit la médaille d'or de la gravure à la Biennale de Florence. En 1974, il crée l'actuel emblème national de la République hellénique.
La dernière période créative de sa vie, jusqu'au début des années 1990, est consacrée à la peinture et à la lithographie en couleur, introduisant de nouvelles techniques inventives, ainsi que de nouvelles expressions artistiques. Il est également membre de la Chambre grecque des beaux-arts (Επιμελητηρίου Εικαστικών Τεχνών Ελλάδος ou ΕΕΤΕ).
Il meurt le 1er octobre 2003, à l'âge de 87 ans, des suites d'une longue maladie.